# Ksztovói járás

A Ksztovói járás a Nyizsnyij Novgorod-i területen

A Ksztovói járás (oroszul Кстовский район) Oroszország egyik járása a Nyizsnyij Novgorod-i területen. Székhelye Ksztovo.

## Népesség
- 1989-ben 47 917 lakosa volt.
- 2002-ben 46 759 lakosa volt.
- 2010-ben 112 823 lakosa volt, melynek 95,9%-a orosz.